# Plurigens
Plurigens је род морских шкољки из породице Veneridae, тзв, Венерине шкољке. Таксон се сматра неприхваћеним (синоним).

## Врстре
Према WoRMS
- Plurigens phenax Finlay, 1930 прихваћена као Tawera phenax (Finlay, 1930) (оригинална комбинација)